# 2,3,3-Triméthylpentane
Le 2,3,3-triméthylpentane est un composé organique de la famille des hydrocarbures et de formule brute C8H18. C'est un des isomères de l'octane. 